# ستانيسواف سمولين
ستانيسلاف فويتشخ سمولين (من مواليد 22 أكتوبر 1952، ليمانوا ) هو دبلوماسي بولندي، سفير إلى العراق (2008-2012).

## حياته
بدأ ستانيسلاف سمولين دراسته في أكاديمية بوزنان للاقتصاد، وتخرج عام 1977في قسم العلاقات الدولية من معهد موسكو الحكومي للعلاقات الدولية، متخصصًا في اللغتين الهندية والأردية. كما درس في جامعة كابول (1979-1980)، والمعهد البولندي للشؤون الدولية (1983). وفي عام 1990، حصل على درجة الدكتوراه من الأكاديمية الدبلوماسية في موسكو.
في أواخر سبعينيات وثمانينيات القرن الماضي، عُيّن في السفارتين البولنديتين في كابول، أفغانستان، وإسلام آباد، باكستان. ومنذ التسعينيات، انصبّ اهتمامه على شؤون الشرق الأوسط. افتتح بعثات دبلوماسية بولندية في صنعاء، اليمن، والرياض، المملكة العربية السعودية، حيث شغل منصب القائم بالأعمال ونائب رئيس البعثة. ولأن السفارة في اليمن كانت معتمدة أيضًا لدى جيبوتي، إريتريا، وإثيوبيا، فقد سافر كثيرًا إلى هذه البلدان.
بين عامي 2004 و2005، وبرتبة سفير، أكمل مهمة لمدة عام كمستشار سياسي للجنرالات القادة بقيادة بولندا للفرقة المتعددة الجنسيات في وسط وجنوب العراق. وتمركز في مقر الفرقة في بابل والديوانية وعمل في ظروف الخطوط الأمامية، وتولى الجوانب المدنية لأنشطة الفرقة. وفي مطلع عامي 2006 و2007، شغل منصب رئيس السفارة في بغداد. ومن أكتوبر 2008 حتى أغسطس 2012 عُيِّن في بغداد مرة أخرى في البداية كقائم بالأعمال بالنيابة، ومنذ عام 2010، سفيرًا فوق العادة ومفوضًا لجمهورية بولندا لدى جمهورية العراق. وفي أغسطس 2016 عاد إلى بغداد لإعادة فتح سفارة جمهورية بولندا، التي عُلِّقَت في سبتمبر 2014 لأسباب أمنية. انتهى من منصبه في عام 2018.
على مدى العقود الماضية، شغل مناصب متنوعة في وزارة الخارجية البولندية، بما في ذلك نائب رئيس فريق العمل المعني بالعراق ورئيس اللجنة الاستشارية لشؤون الشرق الأوسط وأفريقيا. كما مثّل الوزارة في مؤتمرات دولية مختلفة.
سمولين متزوج ولديه ثلاثة أطفال. إلى جانب البولندية، يتحدث بطلاقة الإنجليزية والألمانية والروسية والهندية. كما يجيد التواصل بالفرنسية والفارسية والعربية.